# Tim Hughes
Tim Hughes (23 de julio de 1978, High Wycombe, Londres, Inglaterra, Reino Unido), es un reconocido líder de alabanza, compositor y cantante solista de música cristiana contemporánea, director de alabanza y adoración de la iglesia anglicana de Holy Trinity Brompton en Londres. Ha lanzado varias producciones discográficas y ha sido condecorado en los GMA Dove Awards.

## Biografía
Hijo de un párroco anglicano, Hughes nació en High Wycombe y pasó gran parte de su vida en Birmingham, donde aprendió a tocar guitarra en su adolescencia y empezó a liderar las alabanzas en su iglesia local anglicana. Desde 1997, es decir a los 19 años, empezó a dirigir los cantos de adoración en los festivales de Soul Survivor.
Dos años después, Survivor lanzó Reward, una producción discográfica que incluía temas de Tim y del líder de adoración Martyn Layzell. Tim apareció más tarde en el bien recibido proyecto de All Around the World a inicios de 2001. El primer álbum de Tim en solitario fue lanzado en noviembre de 2001 bajo el título de Here I Am To Worship y fue producido por los cofundadores de Sonicflood, Dwayne Larring y Jason Halbert. De este disco el tema «Here I Am To Worship» fue el principal éxito de la producción llegando al primer lugar de las listas cristianas (entre ellas, la Christian Copyright Licensing International) y convirtiéndose en un himno popular en todo el mundo, a la vez que otros temas se desprendían del álbum como «Jesus You Alone», «If There's One Thing» y «My Jesus, My Lifeline». Tal fue el éxito de este disco que en 2003 recibió el premio al álbum inspiracional del año en los Premios Dove, gala en la cual Hughes fue nominado como compositor del año.
En el año 2004, Tim lanzó su segundo álbum de estudio que recibió el nombre de When Silence Falls e incluía canciones como «Beautiful One», «Consuming Fire»  y «Whole World In His Hands». Fue producido por Nathan Nockels y grabado en Nashville y Praga y también obtuvo una buena respuesta.
En abril de 2007 se distribuyó en el mercado musical Holding Nothing Back, producido por Matt Bronleewe y Nathan Nockels, y con la colaboración en la guitarra de Stu G de Delirious? y Lyle Workman que trabajó con Sting, al igual que Brooke Fraser en el apoyo vocal. Dos de las canciones del álbum fueron coescritas con Martin Smith. Para este tiempo, Hughes ya había llegado a la iglesia anglicana de Holy Trinity Brompton en Londres, donde junto a Al Gordon fundaron Worship Central, un proyecto de alabanza y adoración que desde 2006, atrajo miles de personas a sus eventos realizados en tres continentes.
Para octubre de 2009, Survivor lanzó el álbum debut de Worship Central titulado Lifting High con Tim Hughes, Al Gordon, Ben Cantelon y otros.

Desde su lanzamiento en 2006, casi 75.000 personas han asistido a los eventos de Worship Central en todo el mundo, desde California hasta Hong Kong. Estas congregaciones de líderes de adoración, músicos y gente que quiere adorar han representado momentos increíbles para encontrar: gente de todas las denominaciones, generaciones y naciones uniéndose a una voz para exaltar el nombre de Jesús. Estamos emocionados de unirnos en esta nueva colección de canciones, algunas incluso ha sido grabadas por primera vez. Esperamos que ayuden a seguir adelante e inspiren la alabanza en tu iglesia local.
Tim Hughes

Ese mismo año, sin embargo poco antes, Hughes ya había lanzado Happy Day, un álbum en vivo grabado frente a un aproximado de dos mil personas y en 2011 lanzó al mercado Love Shine Through.